# Atletika na Letních olympijských hrách 1920
Atletika na Letních olympijských hrách v roce 1920, které se konaly v belgických Antverpách, zahrnovala 29 atletických disciplín, všechny pouze pro muže. Celkem bylo uděleno 87 medailí (29 zlatých, 29 stříbrných, 29 bronzových).

## Muži
| Disciplína                  | Zlato                                                                                              | Stříbro                                                                                 | Bronz                                                                            |
| běh na 100 m                | Charlie Paddock · Spojené státy americké (USA)                                                     | Morris Kirksey · Spojené státy americké (USA)                                           | Harry Edward · Velká Británie (GBR)                                              |
| běh na 200 m                | Allen Woodring · Spojené státy americké (USA)                                                      | Charlie Paddock · Spojené státy americké (USA)                                          | Harry Edward · Velká Británie (GBR)                                              |
| běh na 400 m                | Bevil Rudd · Jihoafrická unie (RSA)                                                                | Guy Butler · Velká Británie (GBR)                                                       | Nils Engdahl · Švédsko (SWE)                                                     |
| běh na 800 m                | Albert Hill · Velká Británie (GBR)                                                                 | Earl Eby · Spojené státy americké (USA)                                                 | Bevil Rudd · Jihoafrická unie (RSA)                                              |
| běh na 1500 m               | Albert Hill · Velká Británie (GBR)                                                                 | Philip Noel-Baker · Velká Británie (GBR)                                                | Lawrence Shields · Spojené státy americké (USA)                                  |
| běh na 5000 metrů           | Joseph Guillemot · Francie (FRA)                                                                   | Paavo Nurmi · Finsko (FIN)                                                              | Eric Backman · Švédsko (SWE)                                                     |
| běh na 10 000 metrů         | Paavo Nurmi · Finsko (FIN)                                                                         | Joseph Guillemot · Francie (FRA)                                                        | James Wilson · Velká Británie (GBR)                                              |
| 110 m překážek              | Tommy Thomson · Kanada (CAN)                                                                       | Harold Barron · Spojené státy americké (USA)                                            | Feg Murray · Spojené státy americké (USA)                                        |
| 400 m překážky              | Frank Loomis · Spojené státy americké (USA)                                                        | John Norton · Spojené státy americké (USA)                                              | August Desch · Spojené státy americké (USA)                                      |
| Běh na 3000 metrů překážek  | Percy Hodge · Velká Británie (GBR)                                                                 | Patrick Flynn · Spojené státy americké (USA)                                            | Ernesto Ambrosini · Itálie (ITA)                                                 |
| 4 × 100 m štafeta           | Spojené státy americké (USA) · Charlie Paddock · Jackson Scholz · Loren Murchison · Morris Kirksey | Francie (FRA) · René Lorain · René Tirard · René Mourlon · Émile Ali-Khan               | Švédsko (SWE) · Agne Holmström · William Pettersson · Sven Malm · Nils Sandström |
| 4 × 400 m štafeta           | Velká Británie (GBR) · Cecil Griffiths · Robert Lindsay · John Ainsworth-Davis · Guy Butler        | Jihoafrická unie (RSA) · Henry Dafel · Clarence Oldfield · Jack Oosterlaak · Bevil Rudd | Francie (FRA) · Géo André · Gaston Féry · Maurice Delvart · André Devaux         |
| Družstva 3000 m             | Spojené státy americké (USA) · Horace Brown · Arlie Schardt · Ivan Dresser                         | Velká Británie (GBR) · Charles Blewitt · Albert Hill · William Seagrove                 | Švédsko (SWE) · Eric Backman · Sven Lundgren · Edvin Wide                        |
| Maratonský běh              | Hannes Kolehmainen · Finsko (FIN)                                                                  | Jüri Lossmann · Estonsko (EST)                                                          | Valerio Arri · Itálie (ITA)                                                      |
| Chůze 3 km                  | Ugo Frigerio · Itálie (ITA)                                                                        | George Parker · Austrálie (AUS)                                                         | Richard Remer · Spojené státy americké (USA)                                     |
| Chůze na 10 km              | Ugo Frigerio · Itálie (ITA)                                                                        | Joseph Pearman · Spojené státy americké (USA)                                           | Charles Gunn · Velká Británie (GBR)                                              |
| Skok daleký                 | William Pettersson · Švédsko (SWE)                                                                 | Carl Johnson · Spojené státy americké (USA)                                             | Erik Abrahamsson · Švédsko (SWE)                                                 |
| Trojskok                    | Vilho Tuulos · Finsko (FIN)                                                                        | Folke Jansson · Švédsko (SWE)                                                           | Erik Almlöf · Švédsko (SWE)                                                      |
| Skok do výšky               | Richmond Landon · Spojené státy americké (USA)                                                     | Harold Muller · Spojené státy americké (USA)                                            | Bo Ekelund · Švédsko (SWE)                                                       |
| Skok o tyči                 | Frank Foss · Spojené státy americké (USA)                                                          | Henry Petersen · Dánsko (DEN)                                                           | Edwin Myers · Spojené státy americké (USA)                                       |
| Vrh koulí                   | Ville Pörhölä · Finsko (FIN)                                                                       | Elmer Niklander · Finsko (FIN)                                                          | Harry Liversedge · Spojené státy americké (USA)                                  |
| Hod diskem                  | Elmer Niklander · Finsko (FIN)                                                                     | Armas Taipale · Finsko (FIN)                                                            | Gus Pope · Spojené státy americké (USA)                                          |
| Hod kladivem                | Patrick Ryan · Spojené státy americké (USA)                                                        | Carl Johan Lind · Švédsko (SWE)                                                         | Basil Bennett · Spojené státy americké (USA)                                     |
| Hod oštěpem                 | Jonni Myyrä · Finsko (FIN)                                                                         | Urho Peltonen · Finsko (FIN)                                                            | Pekka Johansson · Finsko (FIN)                                                   |
| Hod břemenem 25 kg          | Patrick McDonald · Spojené státy americké (USA)                                                    | Patrick Ryan · Spojené státy americké (USA)                                             | Carl Johan Lind · Švédsko (SWE)                                                  |
| Pětiboj                     | Eero Lehtonen · Finsko (FIN)                                                                       | Everett Bradley · Spojené státy americké (USA)                                          | Hugo Lahtinen · Finsko (FIN)                                                     |
| Desetiboj                   | Helge Løvland · Norsko (NOR)                                                                       | Brutus Hamilton · Spojené státy americké (USA)                                          | Bertil Ohlson · Švédsko (SWE)                                                    |
| přespolní běh – jednotlivci | Paavo Nurmi · Finsko (FIN)                                                                         | Eric Backman · Švédsko (SWE)                                                            | Heikki Liimatainen · Finsko (FIN)                                                |
| přespolní běh – družstva    | Finsko (FIN) · Paavo Nurmi · Heikki Liimatainen · Teodor Koskenniemi                               | Velká Británie (GBR) · James Wilson · Frank Hegarty · Alfred Nichols                    | Švédsko (SWE) · Eric Backman · Gustaf Mattsson · Hilding Ekman                   |

## Medailové pořadí
| Umístění | Stát                         | Zlato | Stříbro | Bronz | Celkem |
| -------- | ---------------------------- | ----- | ------- | ----- | ------ |
| 1        | Spojené státy americké (USA) | 9     | 12      | 8     | 29     |
| 2        | Finsko (FIN)                 | 9     | 4       | 3     | 16     |
| 3        | Velká Británie (GBR)         | 4     | 4       | 4     | 12     |
| 4        | Itálie (ITA)                 | 2     | 0       | 2     | 4      |
| 5        | Švédsko (SWE)                | 1     | 3       | 10    | 14     |
| 6        | Francie (FRA)                | 1     | 2       | 1     | 4      |
| 7        | Jihoafrická unie (RSA)       | 1     | 1       | 1     | 3      |
| 8        | Kanada (CAN)                 | 1     | 0       | 0     | 1      |
| 8        | Norsko (NOR)                 | 1     | 0       | 0     | 1      |
| 10       | Austrálie (AUS)              | 0     | 1       | 0     | 1      |
| 10       | Dánsko (DEN)                 | 0     | 1       | 0     | 1      |
| 10       | Estonsko (EST)               | 0     | 1       | 0     | 1      |